# Kenan Şimşek
Kenan Şimşek (Ordu, 1º giugno 1968) è un ex lottatore turco, specializzato nella lotta libera.

## Palmarès

### Olimpiadi
- 1 medaglia:
  - 1 argento (Barcellona 1992 nei 90 kg)

### Europei
- 3 medaglie:
  - 3 bronzi (Poznań 1990 nei 90 kg; Kaposvar 1992 nei 90 kg; Istanbul 1993 nei 90 kg)

### Giochi del Mediterraneo
- 1 medaglia:
  - 1 oro (Atene 1991 nei 90 kg)